# Mbéni
Mbéni este un oraș în Comore, în  insula autonomă Grande Comore. În 2012 avea o populație de 7725, iar la recensământul din 1991 avea 4549 locuitori.